# Puerto del Varal
Puerto del Varal är en ort i Mexiko.   Den ligger i kommunen General Heliodoro Castillo och delstaten Guerrero, i den södra delen av landet, 210 km söder om huvudstaden Mexico City. Puerto del Varal ligger 2 064 meter över havet och antalet invånare är 514.
Terrängen runt Puerto del Varal är kuperad åt nordost, men åt sydväst är den bergig. Runt Puerto del Varal är det ganska glesbefolkat, med 21 invånare per kvadratkilometer. Närmaste större samhälle är Tlacotepec, 9,7 km norr om Puerto del Varal. I omgivningarna runt Puerto del Varal växer i huvudsak blandskog.